# برنهارد آيكهورن
برنهارد آيكهورن (بالألمانية: Bernhard Eichhorn)‏ هو ملحن ألماني، ولد في 17 أبريل 1904 في Schortewitz ‏ في ألمانيا، وتوفي في 6 فبراير 1980 في ميزباخ في ألمانيا.

## وصلات خارجية
- برنهارد آيكهورن على موقع IMDb (الإنجليزية)
- برنهارد آيكهورن على موقع ألو سيني (الفرنسية)
- برنهارد آيكهورن على موقع قاعدة بيانات الأفلام السويدية (السويدية)
- برنهارد آيكهورن على موقع ديسكوغز (الإنجليزية)
- برنهارد آيكهورن على موقع قاعدة بيانات الفيلم (الإنجليزية)
- برنهارد آيكهورن على موقع كينوبويسك (الروسية)